# Mark Klein

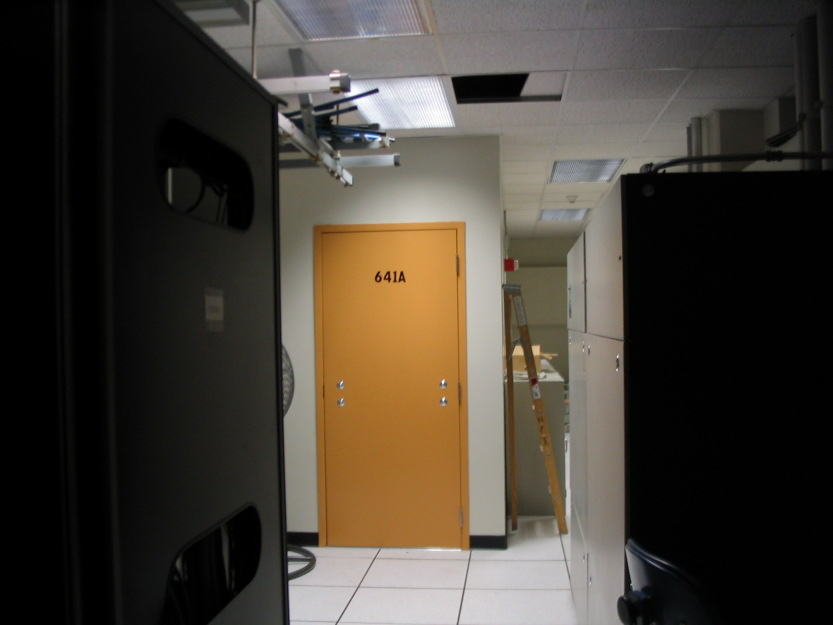
Fotografia de l'exterior de la Room 641HA

Mark Klein   (Brooklyn, 2 de maig de 1945 - Oakland, 8 de març de 2025) va ser un tècnic estatunidenc d'AT&T que va denunciar la cooperació de la seva ex-empresa amb l'Agència de Seguretat Nacional (NSA) en el marc del programa de vigilància electrònica de la NSA, probablement il·legal, als ciutadans americans. Als Estats Units d'Amèrica, la seva denúncia va aparèixer en diversos importants mitjans de comunicació estatunidencs el maig de 2006.

## Biografia
Klein va treballar a AT&T durant més de 22 anys, abans de jubilar-se l'any 2004 Va revelar l'existència de la Room 641A («sala 641HA»), una instal·lació d'intercepció de telecomunicacions explotada per la societat AT&T per a l'NSA situada en un immoble de San Francisco. Va començar les seves operacions l'any 2003 i va ser descoberta i a continuació descoberta per ell l'any 2006.
En reconeixement dels seus gestos, Electronic Frontier Foundation li va donar l'any 2008 un Pioneer Award. El juliol de 2009, va publicar un llibre relatant les seves experiències després de la denúncia.

## Publicació
- Wiring Up The Big Brother Machine And Fighting It